# Jake Zyrus
Jake Zyrus, nato Charmaine Clarice Relucio Pempengco e precedentemente noto in tutto il mondo con il nome Charice Pempengco (Cabuyao, 10 maggio 1992), è un cantante e attore filippino.

## Biografia
Nato a Cabuyao, con suo fratello minore Carl crebbe solo con il rapporto affettivo della madre Raquel, fuggendo dal padre e dalla casa quando aveva 3 anni. Per contribuire a sostenere la famiglia, ha cominciato a gareggiare in concorsi di canto amatoriale da quando aveva sette anni partecipando a decine di concorsi.
Apparso in vari talk show come The Ellen DeGeneres Show il 19 dicembre 2007, è stato anche attore di telenovela in Maalaala Mo Kaya e interpretò se stesso in Alvin Superstar 2.
Viene notato da un produttore televisivo che lo volle per l'edizione 2005 del programma Little Big Star. Si tratta di un concorso di canto in onda sul canale ABS-CBN nelle Filippine di notevole importanza, inizialmente eliminato venne poi ripescato arrivando in finale. Come cantante, Charice ha inciso il singolo Note to God, scritto da Diane Warren e cantato per la prima volta il 18 maggio 2009 durante la trasmissione The Oprah Winfrey Show. L'altro singolo Pyramid è stato annunciato, la canzone è stata scritta dallo svedese David Jassy.
Nel gennaio 2009, Charice si esibì a due presidenziali eventi di inaugurazione a Washington, è apparso anche al teatro Ariston di Sanremo, dove in occasione del programma Ti lascio una canzone si è esibito in più canzoni.
Il 23 gennaio 2010 ha interpretato diverse canzoni, tra le quali una in italiano, al programma televisivo Io canto.
Ha collaborato anche con altri cantanti all'incisione di molti dischi, fra le sue collaborazioni il duetto con Andrea Bocelli in The Prayer, l'incontro si è celebrato durante un live del suo compleanno.
L'11 maggio 2010 pubblica il suo album di debutto "Charice", anticipato dal singolo Pyramid. Il lavoro è prodotto da David Foster, Twin, DEEKAY, Billy Steinberg, Claude Kelly e Klaus D. L'album debutta alla posizione numero 8 della Billboard Hot 100, con 43 000 copie vendute la prima settimana, e fa sì che Charice sia il primo cantante filippino nella storia ad apparire nei primi 10 posti di questa prestigiosa classifica.
Il 22 giugno 2010, il cantante conferma che si unirà al cast della seconda stagione della serie televisiva Glee. Interpreta una studentessa straniera arrivata con uno scambio, che con la sua incredibile voce rappresenta una seria concorrenza per Rachel Berry (interpretata da Lea Michele), fino ad allora l'unica prima donna.
Il 19 aprile 2011 esce un altro singolo One Day scritto e prodotto insieme a Nick Jonas della band statunitense Jonas Brothers.
Il 3 febbraio 2012 è uscito il videogioco Final Fantasy XIII-2, nel quale ha dato la sua voce per la colonna sonora del gioco, un nuovo singolo inedito intitolato New World.
Nel 2013 fa coming out dichiarandosi lesbica.. Nel gennaio 2015 annuncia la mancata partecipazione agli OUT Award Music negli USA. Continua la sua attività discografica nelle Filippine. Nel 2017 si dichiara transessuale e cambia il proprio nome in Jake Zyrus.

## Discografia
Album studio
- My Inspiration (2009)
- Charice (2010)
- Infinity (2011)
- Chapter 10 (2013)

EP
- Charice (2008)
- Grown-Up Christmas List (2010)

## Filmografia
- Alvin Superstar 2 (Alvin and the Chipmunks: The Squeakquel), regia di Betty Thomas (2009)
- Glee - serie TV, episodi 2x01, 2x17, 2x22 (2010-2011)
- Colpi da maestro (Here Comes the Boom), regia di Frank Coraci (2012)

## Riconoscimenti
Fra i vari premi vinti:
- Best New Female Recording Artist – Aliw Awards, 2008, Filippine[6]
- Persona dell'anno 2008 – People Asia Magazine, 2009, Filippine[7]
- Special Citation Award – MYX Music Awards 2009, Filippine[8]
- National Newsmaker of the Year 2008 – Ateneo de Davao University TAO Awards, 2009, Filippine[9]
- Outstanding Global Achievement – 40th Box Office Entertainment Awards (Guillermo Awards), 2009, Philippines[10]
- Best Selling Album of the Year – 22nd Awit Awards, 2009, Philippines[11]
- Best Musical Performance of 2009 – The Oprah Winfrey Show, USA[12]
- Person of the Year for 2009 – Philnews.com, Filippine[13]
- MDWK Magazine's Top Newsmakers of 2009 – Asian Journal's MDWK Magazine, Filippine[14]
- ANC's Newsmaker of the Year 2009 – Filippine[15]

## Doppiatrici Italiane
- Valentina Favazza in Glee